# 아론 로어
아론 로어(Aaron Lohr, 1976년 4월 2일 ~ )는 미국의 배우, 텔레비전 배우, 가수이다.
로스앤젤레스에서 태어났다.

## 영화
- 조 곤 (2014년)
- 곤 미싱 (2013년)
- 노이즈 (2007년)
- 렌트 (2005년)
- 브리드 어파트 (1998년)
- 마이티 덕 2 (1994년)
- 뉴스보이 (1992년) - 무쉬 역
- 피터 팬 (1990년)